# ساساكي تاكايوكي
ساساكي تاكايوكي (باليابانية: 佐々木高行؛ بالكانا: ささき たかゆき) هو ساموراي ياباني، ولد في 26 نوفمبر 1830 في Agawa District, Kōchi ‏ في اليابان، وتوفي في 3 مارس 1910 في طوكيو في اليابان.